# Zygmunt Brzosko

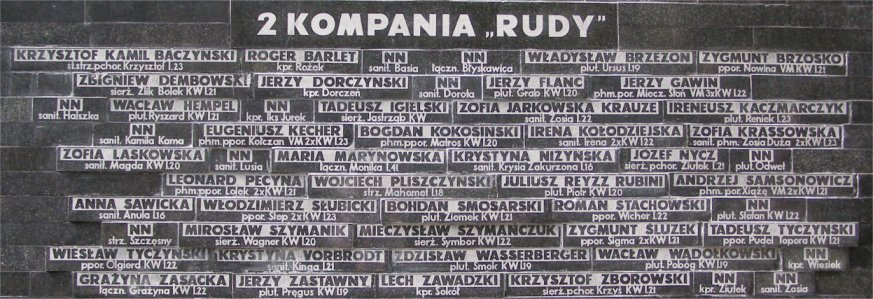
Na Powązkach Wojskowych. Nazwisko Z. Brzosko ostatnie w pierwszym rzędzie

Zygmunt Brzosko ps. Nowina (ur. 11 lipca 1923, zm. 11 lub 12 sierpnia 1944 w Warszawie) – podporucznik, w powstaniu warszawskim dowódca drużyny w I plutonie „Sad” batalionu „Zośka” Armii Krajowej.

## Życiorys
Przed wojną był uczniem I Państwowego Gimnazjum i Liceum im. Stefana Batorego w Warszawie i harcerzem 23 Warszawskiej Drużyny Harcerskiej „Pomarańczarnia”. Podczas okupacji niemieckiej działał w polskim podziemiu zbrojnym. Poległ 11 lub 12. dnia powstania warszawskiego w rejonie ul. Stawki. Miał 21 lat. Jego symboliczna mogiła znajduje się na Powązkach Wojskowych obok kwater żołnierzy i sanitariuszek batalionu Zośka”.

## Ordery i odznaczenia
- Krzyż Walecznych
- Virtuti Militari[4]